# 얼룩소 (미디어)
얼룩소(alookso)는 대한민국의 미디어 플랫폼 기업으로 기업인 이재웅의 투자를 받았다.